# Штурмовик Бранд
«Штурмовик Бранд» (нем. S.A.-Mann Brand) — пропагандистский художественный фильм, снятый в нацистской Германии в 1933 году с целью дискредитации коммунистической партии, которая на выборах 1932 года получила поддержку 16,9 % избирателей и была запрещена после прихода к власти Адольфа Гитлера.

## Сюжет
Германия, конец 1920-х — начало 1930-х годов. Респектабельные немцы голосуют за социал-демократов и консерваторов, а за поддержку простого народа и власть в стране борются две политические силы — немецкие коммунисты и национал-социалисты. Молодой рабочий Фриц Бранд активно поддерживает нацистов и вступает в организацию штурмовиков. Его родители — добродушный, но слабохарактерный отец и волевая мать — напротив, поддерживают социал-демократов. Однажды на улице Бранд спасает от хулиганов девушку, которая оказывается сестрой активиста компартии.
Чтобы переманить активиста на свою сторону, коммунисты, ячейкой которых руководит советский шпион Александр Туров, вступают в сговор с буржуазией, предлагая хозяину фабрики еврею Нойбергу уволить Бранда с работы. Бранд предлагает своим соратникам-нацистам план: он сделает вид, что перешёл на сторону коммунистов, и выведает их планы. Пока коммунисты считают Бранда за своего, он тайно проводит в лесу занятия для гитлерюгенда и уговаривает вступить в его ряды старшеклассника Эриха Лонера. Но двойную игру невозможно вести бесконечно. Коммунисты из засады обстреливают демонстрацию штурмовиков, Эрих ранен и умирает в больнице. 
Фильм завершается триумфом нацистов на выборах 1933 года, причём выясняется, что за них, вопреки семейной традиции, проголосовал и отец Фрица. Александр Туров арестован, Нойберг бежит в Швейцарию. Бранд и его товарищи маршируют по улицам города, на него из толпы со слезами смотрит его девушка.

## В ролях
- Хайнц Клингенберг — Фриц Бранд
- Вера Лиссем — Анни Бауман, его невеста
- Рольф Венкхаус — Эрих Лонер, парень из гитлерюгенда
- Хедда Лембах — Маргарет Лонер, мать Эриха
- Отто Вернике — отец Бранда
- Элизе Аулингер — мать Бранда
- Фриц Грайнер — отец Анни
- Магда Лена — мать Анни
- Макс Вайднер — Александр Туров, советский шпион
- Рудольф Франк — Нойберг, фабрикант-еврей

## Съёмочная группа
- Авторы сценария: Йозеф Дальман, Йо Штёкель, Курт Браун (позже удалён из титров)
- Режиссёр: Франц Зайтц-старший

## Технические данные
- Чёрно-белый, звуковой (mono)
- Премьера: май 1933 года

## Интересные факты
- Фильм стал причиной развода Хайнца Клингенберга с женой, а штурмовик Бранд стал последней главной ролью актёра в кино.
- Вера Лиссем, сыгравшая Анни, девушку Бранда, вскоре бежала от нацистского режима вместе с мужем и вернулась в Германию лишь после войны.
- На постере фильма изображена форма с петлицами голубого цвета, что указывает на принадлежность штурмовика к Мюнхенскому подразделению СА.
- Менее чем через год после выхода фильма в прокат последовала «Ночь длинных ножей»: по приказу Гитлера высшее руководство штурмовиков было уничтожено, а сама организация утратила роль ведущей политической силы.
- В фильме звучит песня «Horst-Wessel-Lied», с 1933 года ставшая гимном НСДАП.